# Zentrale Auslands- und Fachvermittlung
Die Zentrale Auslands- und Fachvermittlung (abgekürzt ZAV) mit Sitz in Bonn (früher Zentralstelle für Arbeitsvermittlung in Frankfurt am Main) und Agenturen und Abteilungen in 18 weiteren Städten Deutschlands ist eine besondere Dienststelle der Bundesagentur für Arbeit (BA).

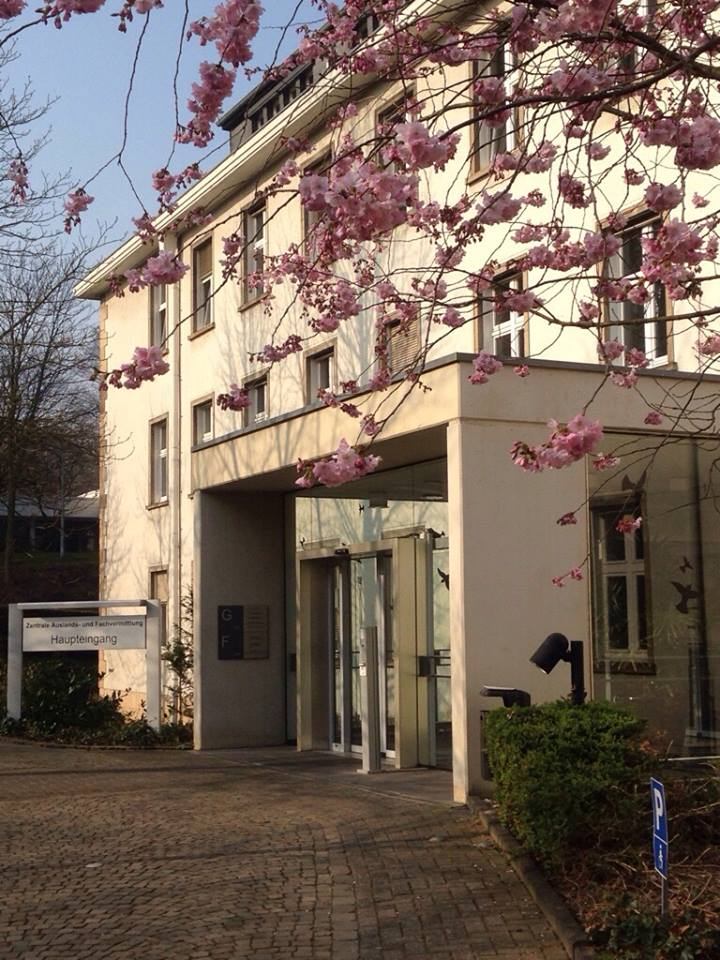
Haupteingang der ZAV im Gebäude der ehemaligen Bonner Gallwitz-Kaserne.

Sie ist für alle Berufs- und Personengruppen zuständig, die keinen regional abgegrenzten Arbeitsmarkt haben, wie Künstler, Facharbeiter aus dem Bühnen- und Filmbereich oder Führungskräfte im Management.
Teils in Zusammenarbeit mit den örtlichen Agenturen für Arbeit führt die ZAV verschiedene Programme durch, mittels derer ausländische Arbeitnehmer für eine bestimmte Zeit die Erlaubnis erhalten, in Deutschland arbeiten können.
In bestimmten internationalen Bereichen arbeitet die ZAV auch bei entwicklungspolitischen Aufgaben mit.

## Internationaler Personal Service (IPS) – früherZAV-Auslandsvermittlung
Ein wichtiger Aufgabenbereich ist auch die Auslandsvermittlung, d. h. die Vermittlung von Arbeitskräften aus dem Ausland und ins Ausland. Die Auslandsvermittlung bietet an zwölf Standorten in Deutschland Information und Beratung über Beschäftigung, Studium und Ausbildung weltweit sowie Jobvermittlung für Fachkräfte bestimmter Branchen und einige akademische Berufsgruppen. Die ZAV kooperiert dabei in internationalen Netzwerken, darunter Euroguidance (europäische Berufsberatungszentren), EURES (European Employment Services) (EURES) und AIESEC. Zu den Aufgaben des ZAV zählt auch die Mobilitätsberatung für Arbeitsuchende mit Migrationshintergrund, die an einer Perspektive in ihren Herkunftsländern interessiert sind.

## Unterstützung für Arbeitgeber
Die ZAV unterstützt Unternehmen, die Fachkräfte im Ausland suchen. Die Arbeitgeber erhalten Information zu allen Aspekten der Beschäftigung von Fachkräften aus dem Ausland, Beratung bei der Aufbereitung von Stellenangeboten für Bewerber/-innen aus dem Ausland, zu Arbeitsmärkten international, zu Fördermitteln und zur möglichen Notwendigkeit von Berufsanerkennung
Veröffentlichung von Stellenangeboten im Ausland (Partnerverwaltungen, EURES-Netzwerk, Mitnahme auf internationale Messen), wie Informationen und ggf. Unterstützung bei der 
Rekrutierung ausländischer Fachkräfte.
Zudem veröffentlicht die ZAV internationale Bewerberanzeiger mit ausgewählten Bewerberinnen und Bewerbern und ihren Kurzprofilen, zum Beispiel für die Branchen Gesundheit, Handwerk/Technik, Spedition/Logistik, ICT-Fachkräfte/Ingenieure, HoGa.

## Centrum für internationale Migration und Entwicklung (CIM)
In enger Kooperation mit der Deutschen Gesellschaft für Internationale Zusammenarbeit vermittelt die ZAV durch das Centrum für internationale Migration und Entwicklung (CIM) mit Sitz in Eschborn deutsche Fachkräfte in Entwicklungsländer und in die Länder Mittel- und Osteuropas. Außerdem werden in Deutschland lebende Akademiker und Fachkräfte aus Entwicklungsländern für entwicklungspolitisch relevante Tätigkeiten in ihren Herkunftsländern als Langzeit- oder Kurzzeitexperten beraten und vermittelt.

## ZAV-Künstlervermittlung
Bis zum 30. April 2007 hieß die zuständige Fachvermittlung für Bühnenangehörige sowie für Film und Fernsehen der Bundesagentur für Arbeit Zentrale Bühnen-, Fernseh- und Filmvermittlung (ZBF).
Sie wurde am 1. Mai 2007 mit dem bis dahin eigenständigen Künstlerdienst (Vermittlung von Unterhaltungsmusikern, Models, Komparsen, Visagisten usw.) zur Künstlervermittlung der Zentralen Auslands- und Fachvermittlung (ZAV) zusammengefasst und vermittelt nach wie vor über ihre Agenturen in Köln, Berlin, Hamburg, Hannover, München, Stuttgart und Leipzig.
Die ZAV-Künstlervermittlung ist in den Sparten Schauspiel, Musiktheater, Orchester, Film und Fernsehen, Unterhaltung und Werbung tätig und vermittelt Opern-, Operetten-, Musical-, Chor- und Konzertsänger ebenso wie (Orchester-)Musiker im Bereich der E-, U- und F-Musik, Schauspieler (für Film, Fernsehen und Bühne), Models, Unterhaltungskünstler und alle anderen Theaterberufe (wie etwa Kostümbildner, Maskenbildner, Dramaturgen, Disponenten, Dirigenten, Korrepetitoren, Souffleure, Regisseur und Regieassistenten) an.
Die Mitarbeiter der Künstlervermittlung (sogenannte Fachvermittler) stammen selbst aus künstlerischen Berufsfeldern (z. B. Regisseure, Sänger, Dramaturgen, Schauspieler usw.) und beraten Arbeitgeber und -nehmer in allen künstlerischen und beruflichen Fragen. Den Überblick über künstlerisches und theatertechnisches Personal und über die Produktionen im Bereich von Bühne, Film und Fernsehen erlangen sie durch Reisetätigkeit (Besuch von Vorstellungen usw.) und präzise Marktbeobachtung im gesamten deutschsprachigen Raum und im europäischen Ausland.
Auch bei der bundesweiten Arbeitsmarktzulassung von ausländischen Künstlern arbeitet die ZAV-Künstlervermittlung mit.
2015 wurde die Künstlervermittlung der Zentralen Auslands- und Fachvermittlung mit dem Deutschen Schauspielerpreis in der Kategorie Sonderpreis „Starker Einsatz“ ausgezeichnet.

## ZAV-Managementvermittlung (bis 30. Juni 2020)
In diesem Bereich vermittelte die ZAV Führungskräfte der oberen Leitungsebenen und beriet hinsichtlich des Arbeitsmarktes für Führungskräfte. Arbeitgeber wurden bei der Besetzung von Führungspositionen durch Suche, Auswahl und Präsentation von geeigneten Bewerbern unterstützt. Nicht mangels Aufträgen oder Erfolgen, sondern auf Grund einer geschäftspolitischen Entscheidung wurde die Managementvermittlung zum 1. Juli 2020 aufgelöst.

## Büro Führungskräfte zu Internationalen Organisationen (BFIO)
Durch das Büro Führungskräfte zu Internationalen Organisationen (BFIO) betreibt die ZAV im Auftrag des Auswärtigen Amtes und des Bundesministeriums für wirtschaftliche Zusammenarbeit und Entwicklung die Beratung und Vermittlung von deutschen Führungs- und Nachwuchsführungskräften, die bei den Vereinten Nationen, der EU und bei anderen internationalen Fachorganisationen eine Karriere anstreben.